# 三宅晶子 (ドイツ文学者)
三宅 晶子（みやけ あきこ、1955年 - ）は、日本のドイツ文学者、千葉大学名誉教授。本姓・荻原。
福岡県立修猷館高等学校を経て、1982年東京大学大学院人文科学研究科独文科博士課程中退、千葉大学教養部講師（ドイツ語）、1987年助教授、1994年文学部助教授、2004年教授。2020年、千葉大学を定年退職し、名誉教授。

## 著書
- 『「心のノート」を考える』岩波ブックレット　2003

## 翻訳
- ヴィム・ヴェンダース『映像(イメージ)の論理』瀬川裕司共訳 河出書房新社 1992
- 『ベンヤミン・コレクション 2 エッセイの思想』共訳　ちくま学芸文庫  1996